# أفالون (فلم)
أفالون (بالبولندية: Avalon) هو فيلم خيال علمي تم إنتاجه في اليابان وبولندا وصدر سنة 2001، بطولة فلاديسلاف كوالسكي.

## روابط خارجية
- مقالات تستعمل روابط فنية بلا صلة مع ويكي بيانات